# ¿Quién da más?: Texas
¿Quién da más?: Texas (en inglés Storage Wars Dallas) fue una serie estadounidense perteneciente al género de reality show, transmitida por A&E, la cual fue estrenada en 2011. Se trata de un spin-off regionalizado de la altamente popular serie ¿Quién da más?.
A partir de la segunda mitad de la temporada 3, el espectáculo cuenta con el subastador Walt Cade, así como los cazadores de subastas Ricky y Bubba Smith, Jenny Grandmolt, y Mary Padian, con otros compradores que se incluyen en algunos episodios, sobre todo Lesa Lewis y su asistente Jerry Simpson (que eran regulares en la Temporada 1).
La premisa es esencialmente la misma que el espectáculo de ¿Quién da más? original: cuando la renta no se paga en un armario de depósitos en Tejas, los contenidos son vendidos por un subastador, como una sola gran cantidad de artículos en una sola compra. El programa sigue a los compradores profesionales, que pujan por el contenido (por lo general con el propósito de revender los objetos con fines de lucro en caso de que compre un depósito) basándose únicamente en una inspección de cinco minutos, y lo que pueden ver solo desde la puerta del depósito cuando se abre. Los episodios además de los compradores que gastan su dinero, cuentan con expertos que se ocupan de inspeccionar el contenido después de que lo compran (para prestar su estimación del valor), generalmente con un artículo específico (y a menudo muy inusual), para cada comprador, el cual suele ser el más misterioso o asombroso en cuanto al valor, siendo evaluado para determinar su valor y cambiar el resultado de la compra.
Dieciséis episodios fueron filmados para la primera temporada, debutando en A&E el martes 6 de diciembre de 2011. El episodio de estreno obtuvo 4,1 millones de espectadores, por lo que es el lanzamiento de una serie más visto en la historia de la cadena. Los espectadores tuvieron un adelanto de ¿Quién da más? Texas en un episodio especial del ¿Quién da más? original, en este aparecieron Ricky y Bubba, presentando un resumen general de lo que sería la serie. También fue revelado que el espectáculo, originalmente iba a ser llamado Storage Wars: Dallas.  Posteriormente se anunció que tanto ¿Quién da más?: Texas como el ¿Quién da más? original habían sido renovadas para una temporada más de veintiséis episodios, respectivamente, con la segunda temporada de Tejas, que se estrenaría el 15 de agosto de 2012. ¿Quién da más?: Tejas. Puede verse a nivel internacional, así como AETN International ha vendido la serie a varios canales en Canadá, Reino Unido, Polonia, Finlandia y los Países Bajos Entre y durante las temporadas, algunos compradores optaron por no regresar a la serie, o lo han hecho solo en ciertos episodios y no como clientes habituales.

## Los Participantes

### Compradores principales
- Ricky Smith/y su sobrino socio de negocios Clinton "Bubba" Smith ("Los Vigilantes", desde la Temporada 1): Son unos socios de negocios, operan una tienda en Lampasas, Tejas, donde se almacenan sus compras para las reventas. La mayor parte de su negocio es al mayoreo pero también venden directamente al público. Ricky y Bubba a menudo desempeñan a sus personajes como unos "paletos campiranos" con el fin de calmar a sus competidores en una falsa sensación de seguridad en el momento de la subasta.

- Jenny Grumbles  ("El Dazzler", desde la Temporada 2): Jenny es una restauradora de muebles/diseñadora, ella maneja una boutique de muebles llamada "Uptown Country Homes en Dallas". Ella se interesó en las subastas de almacenamiento después de que un amigo le trajo algunos muebles comprados en 1,000 dólares y los vendió por 5.000 dólares. Ella se unió al elenco con el estreno de la segunda temporada.[7]

- Mary Padian  ("El Junkster", Temporada 2-presente): Mary es también una restauradora de muebles/diseñadora,  ella maneja  "Los hallazgos de Mary",  la cual es una pequeña tienda de muebles. Fue invitada originalmente a las subastas por Moe Prigoff en la primera temporada, y desde ese momento va a las subastas para usar los depósitos como una fuente de materias primas para ayudar a llevar su tienda al "siguiente nivel". Ella se unió al elenco principal a partir del inicio de la segunda temporada. Trató de hacer ofertas en los depósitos por su cuenta en el primer par de episodios (estaba en su cabeza, hacer su propia admisión), por lo que decidió formar una alianza con Moe, y más tarde una breve alianza con Jenny en la temporada 3. Ella ha vuelto a comprar en solitario a medida que ganó confianza. También se planeó hacer una aparición especial en los originales "¿Quién da más?", convirtiéndose en la primera estrella de la franquicia que participaba en más de una de las series de ¿Quién da más?.[8]

- Lesa Lewis  ("La Jefa") y compañero Jerry Simpson (Temporada 1; recurrentes apariciones en la temporada 2-presente): Lesa y Jerry (su empleado/amigo), tienen su tienda de segunda mano llamada "Again and Again revent" en Crockett, Texas. Jerry y Lesa están a menudo en desacuerdo sobre la propensión de Lesa para guardarse la joyería y antigüedades para sí misma en lugar de venderlas en la tienda. En la temporada 2, Jerry y Lesa fueron aparentemente reemplazados por Mary Padian y Jenny Grumbles, con su introducción retirada del programa. Surgieron rumores de que A&E quería rescindir el contrato de Jerry Simpson debido a una investigación Nacional que mostró sus cargos de arresto (1992 por la venta de una sustancia controlada; y 2.007 por asalto). Debido a esto, tanto Jerry como Lesa inicialmente decidieron no regresar a la serie. Sin embargo, Jerry y Lesa finalmente regresaron en un segundo episodio de la temporada que se emitió el 7 de noviembre de 2012, y han regresado para hacer apariciones en varios episodios de la tercera temporada sobre una base no-recurrente.

### Otros compradores y participantes
- Francis Grumbles – (La madre de Jenny). Ella apareció en el episodio "Saca a mamá de la Subasta".
- Conor Padian "Blom" – (el hermano de Mary). Blom ha aparecido en varios episodios a partir de la temporada 3.
- Puffy Griffin – (La madre de Ricky).
- Kenny Stowe ("el Este de Texas"): apareció en varios episodios a partir de la temporada 3. Kenny también dirige una casa de subastas, que operan en Auction Services Xtreme en Athens, Texas. La filosofía de Kenny es comprar varios casilleros en una subasta (en "flotar como una Bubbafly" que compra varios armarios, y por el sitio web de A&E es conocido para comprar 30 casilleros al mes) y la leche de la mayor ganancia de un armario de lo posible; desde que opera su propia casa de subastas, está dispuesto y es capaz de vender artículos (como juguetes y ropa vieja) que otros compradores podrían descartar o donar a la caridad.
- Matt Blevins (El "Vaquero"): apareció en varios episodios a partir de la temporada 3. Matt ha mostrado una actitud machista hacia las mujeres en el programa, y en "manos de mi bordado" fue casi desalojado de una subasta por Walt Cade por su conducta.
- David Kay (un comprador británico aparecido en tres Temporadas, con 3 episodios): "Invasión Británica", "Swinging Con El”,  y "Los ganadores de los siglos". Kay es conocido por su vocabulario inusual (para los americanos) en la descripción de la cantidad pagada por un armario.

### Excompradores
- Roy Williams ("El Jugador" en la Temporada 1): Roy era antes un jugador defensivo de la NFL, después de haber sido una primera ronda del draft 2002 de los Vaqueros de Dallas. Roy jugó allí durante 7 años y terminó su carrera en el gasto 9 años 2 años con los Bengalíes de Cincinnati. Roy hizo su primera aparición en el episodio 10 de la temporada 1 ("Si yo fuera el hombre un Tibettin"), aunque no como un comprador de almacenamiento (Ricky y Bubba encontraron algunos Oklahoma Sooners mini-cascos que fueron supuestamente autografiados por Roy, Tarde, le preguntó para verificar su autógrafo). Luego invitó a Roy para llegar a una subasta de depósitos para ver lo que era. Cuando lo hizo, Roy estaba enganchado, y luego arrojado en el episodio 11 ("Dallas Cowboys and Indians"). No regresó para la segunda temporada.

- Victor Rjesnjansky  ("El Extranjero" Temporadas 1-3): Nacido en Nueva York,  es conocido por su distintivo acento de Long Island (y "Right Here!" Eslogan cuando manda), su BMW y su vestuario al estilo a  los Sopranos. A menudo se burla de sus competidores nativos de Tejas, a los que considera como paletos. Él y su socio Joann dirigen dos tiendas en Tyler, Tejas. (Aproximadamente a la mitad de la temporada 3, Víctor dejó de aparecer en el programa, y ya no es nombrado en la secuencia de apertura. Sin embargo, hizo aparición en el episodio "Bienvenido al Mundo de Sonny Lunes" con su nuevo protegido.)

- Morris "Moe" Prigoff ("El Doc" Temporadas 1-3): Una practicante podólogo septuagenario que también es propietario de una boutique de antigüedades llamada "River Regency Modern". Prigoff es conocido por su vestuario extravagante, y compras de armarios en busca de antigüedades y objetos de arte para abastecers su galería. Él ha acumulado su patrimonio neto a través de los años en el mundo de las subastas de almacenamiento. En un segundo episodio de la temporada, se reveló que él mantiene los artículos de sus casilleros que no se consideren valiosos acumulados en su patio trasero, alterando a su esposa. Moe solamente apareció en tres episodios de la tercera temporada, los dos primeros episodios y el final de temporada, "Moe's Def".

### Otros miembros del reparto
- Walt Cade: El subastador de la serie. Él es conocido por llevar una camiseta diferente, hecha a medida en cada subasta. Sus frases son "martillo para arriba!" (Al inicio de cada subasta) y "hasta la próxima vez, martillo!" (al final de cada subasta).

- Thom Beers: El productor ejecutivo/narrador del espectáculo que da una explicación rápida de la premisa del show en el principio, y un resumen de los compradores beneficios/pérdidas al final.

## Secuencia de apertura
Cada espectáculo tiene un apertura con el anunciador Thom Beers estableciendo el escenario para la serie: "Cuando las unidades de almacenamiento son abandonados, en el gran estado de Tejas, los tesoros dentro estén guardados para la subasta."
Los títulos de apertura incluyen una secuencia con los miembros del reparto, que han cambiado continuamente durante el funcionamiento de la apertura (la única constante en todas es que Ricky y Bubba se muestran primero, mientras que Walt se muestra aparece de último):
- La secuencia original (Temporada 1) muestra a (en orden) Ricky y Bubba, Jerry y Lesa, Moe, Víctor, y Walt.
- En la temporada 2, Jerry y Lesa fueron retirados de la secuencia, mientras que se añadieron a Jenny y Mary.
- En la temporada 3, una nueva secuencia fue filmada, que muestra a (en orden) a Ricky y Bubba, Victor, Jenny, Moe y Mary, y Walt. Sin embargo, la secuencia fue revisada más tarde en la temporada 3 para eliminar a Moe y a Víctor; a partir de noviembre de 2013 las características de la secuencia son (en orden) Ricky y Bubba, Jenny, Mary, y Walt.

El tema musical "Money Owns This Town" (que fue escrita y grabada específicamente para los originales ¿Quién da más?) aparece en los títulos de apertura (un poco remezclado con la forma de estilo occidental).